# توتیای دریایی (فیلم ۱۹۱۳)
توتیای دریایی (انگلیسی: The Sea Urchin) فیلمی در ژانر رمانتیک به کارگردانی ادوین آگوست است که در سال ۱۹۱۳ منتشر شد. از بازیگران آن می‌توان به جینی مک‌فرسون، لان چینی و رابرت زی. لنرد اشاره کرد.